# Zabelia triflora
Zabelia triflora là một loài thực vật có hoa trong họ Kim ngân. Loài này được Nathaniel Wallich công bố mô tả khoa học đầu tiên năm 1829 dưới danh pháp Abelia triflora, dựa theo mô tả của Robert Brown. Năm 1948 Tomitarô Makino chuyển nó sang chi Zabelia.

## Phân bố
Loài này có tại miền tây và trung Himalaya; bao gồm Trung Quốc (tây nam Tứ Xuyên, đông nam Tây Tạng, tây bắc Vân Nam), Afghanistan, tây bắc Ấn Độ, Nepal và Pakistan. Tên gọi trong tiếng Trung là 醉鱼草状六道木 (túy ngư thảo trạng lục đạo mộc).
Một số tác giả coi Zabelia buddleioides, Zabelia parvifolia và Zabelia angustifolia là đồng nghĩa của Zabelia triflora.

## Mô tả
Cây bụi, lá sớm rụng, cao 1–2 m. Các cành non có lông cứng lộn ngược, dần trở thành nhẵn nhụi. Cuống lá rất ngắn, đến 2 mm, có lông cứng. Phiến lá hình trứng đến hình mũi mác, 15-70 × 5–20 mm, cả hai mặt đều nhẵn nhụi nhưng có lông cứng dài ở mép lá và các gân phía xa trục, đáy hình nêm, mép lá nguyên đến đôi khi có răng cưa hoặc thùy, đỉnh nhọn. Cụm hoa là chùy hoa dày dặc hoa ở đầu cành, bao gồm các xim hoa, mỗi xim 1-3 hoa; cuống hoa ngắn hoặc gần như không có. Lá bắc giống như lá, hình mũi mác đến hình trứng; các lá bắc con thẳng đến hình dùi, khoảng 4 mm, có lông cứng. Đài hoa gồm 5 lá đài thẳng, kích thước 4-10 × khoảng 1 mm, có lông rung cứng. Tràng hoa màu trắng, đôi khi nhuốm đỏ, hình khay, 10–20 mm, dài gần gấp đôi lá đài; thùy 5, tỏa rộng, gần tròn; ống tràng có lông nhung rậm mé trong, với những sợi lông ôm sát thưa thớt mé ngoài. Nhị 4, hai cặp so le, không thò ra; chỉ nhị ngắn, có lông cứng; bao phấn thuôn dài. Bầu nhụy hình trứng hẹp, rậm lông; vòi nhụy hình chỉ, dài hơn nhị; đầu nhụy hình đầu. Quả bế hình trụ thuôn tròn, có khía, ở đỉnh với 5 lá đài dài, bền hơi phình to và có lông rung. Ra hoa tháng 5. Tạo quả tháng 6-8.

## Môi trường sống
Rừng, bụi rậm, đồng cỏ; ở cao độ 1.800-3.500 m.